# Không chốn dung thân
Không chốn dung thân (tựa gốc tiếng Anh: No Country for Old Men) là một bộ phim giật gân tội phạm Viễn Tây ra mắt năm 2007 của Mỹ, do Anh em nhà Coen chuyển thể kịch bản kiêm đạo đạo và được nhận vai bởi Tommy Lee Jones, Josh Brolin cùng Javier Bardem. Bộ phim này dựa trên một tiểu thuyết cùng tên của tác giả đoạt Giải Pulitzer Cormac McCarthy. No Country for Old Men kể về một kẻ giết người bí ẩn truy tìm 2 triệu USD bị mất sau một phi vụ mua bán ma túy, ba người đàn ông truy lùng chéo nhau trong cảnh sa mạc Tây Texas năm 1980. Đây là bộ phim thứ 12 mang phong cách độc đáo và có phần kỳ dị mang dấu ấn của anh em nhà Coen.
Bộ phim đã nhận được lời khen ngợi từ các nhà phê bình. Roger Ebert của Chicago Sun-Times đã gọi phim này là "bộ phim tốt nhất mà anh em Coen từng sản xuất".

## Nội dung
Vào năm 1980 ở Texas, tên sát nhân Anton Chigurh đã giết hại một viên cảnh sát để trốn khỏi nơi giam giữ và sử dụng một khẩu súng có hình dạng bình hơi, bắn người tài xế gần đó nhằm cướp chiếc xe của ông ta. Tuy nhiên, y lại tha mạng cho một chủ trạm xăng sau khi ông này đoán đúng mặt trong trò tung đồng xu.
Trong lúc đi săn linh dương, Llewelyn Moss vô tình phát hiện ra hiện trường của một vụ buôn ma túy bất thành. Tại đây, anh thấy nhiều xác chết, một người đàn ông Mexico bị thương đang xin nước uống, rất nhiều ma túy trong xe tải, cùng với chiếc vali chứa 2 triệu USD. Sau một hồi đắn đo, anh quyết định lấy chiếc vali rồi trở về nhà. Đêm đó, Moss quay lại hiện trường và đem theo bình nước cho gã người Mexico, nhưng lại bị truy đuổi bởi hai gã lạ mặt và đã tẩu thoát thành công. Ngay lập tức Moss đặt vé máy bay để đưa vợ mình là Carla Jean đến ở với mẹ cô, sau đó lái xe đến một nhà nghỉ ở Del Rio, nơi anh giấu chiếc vali trong lỗ thông gió của một căn phòng.
Chigurh, được thuê để lấy lại số tiền, đến khám xét nhà của Moss, nơi y dùng khẩu súng bình hơi thổi bay chốt khóa cửa. Khi điều tra vụ đột nhập, cảnh sát trưởng quận Terrell là Ed Tom Bell, cùng với cộng sự Carson Wells, để ý rằng chốt khóa đã bị thổi bay khỏi tay nắm cửa. Lần theo vị trí của Moss thông qua thiết bị theo dõi, Chigurh đến phòng nhà nghỉ của Moss rồi dùng súng shotgun giết một nhóm người Mexico đang chờ phục kích Moss. Moss đã thuê thêm căn phòng thứ hai liền kề với phòng của nhóm người Mexico, với lối vào thông với chỗ chứa chiếc vali. Anh kịp lấy nó ngay trước khi Chigurh mở lỗ thông gió ra.
Moss di chuyển đến một khách sạn ở thị trấn biên giới Eagle Pass, đồng thời phát hiện ra thiết bị theo dõi trong chiếc vali, nhưng Chigurh đã tìm ra anh, cuộc đấu súng giữa hai "cao thủ" diễn ra khiến một thường dân thiệt mạng và cả hai đều bị thương. Moss chạy sang Mexico và được một ban nhạc norteño đưa đến bệnh viện. Carson Wells đến thuyết phục Moss giao lại số tiền, đổi lại anh sẽ nhận được sự bảo vệ, nhưng lại không thành công. Chigurh tự làm sạch và khâu vết thương bằng những vật dụng mà y ăn cắp được, rồi lẻn đến khách sạn của Wells. Wells cố gắng thương thuyết với Chigurh hòng giữ lại mạng sống của mình, nhưng tên sát nhân đã bắn chết Wells ngay khi Moss gọi điện đến. Chigurh nhấc máy lên và thề sẽ giết Carla Jean trừ khi Moss giao lại số tiền cho y.
Moss tìm lại chiếc vali từ bờ sông Rio Grande rồi hẹn gặp Carla Jean tại một nhà nghỉ ở El Paso, nơi anh định giao tiền cho cô và đưa cô đến nơi an toàn. Cảnh sát trưởng Bell sau đó tiếp cận Carla Jean và hứa sẽ bảo vệ Moss. Tuy nhiên, mẹ của Carla Jean lại vô tình tiết lộ vị trí của Moss cho một nhóm người Mexico đang theo dõi họ. Bell đến điểm hẹn ở El Paso, nghe tiếng súng nổ và nhìn thấy một chiếc xe bán tải phóng nhanh ra ngoài đường. Khi đi vào bãi đậu xe, ông nhìn thấy Moss nằm gục trên vũng máu. Sau đó, Carla Jean đến và bật khóc khi biết chồng mình đã không còn trên đời.
Đêm đó, Bell quay lại hiện trường vụ án và nhận ra chốt khóa cửa đã bị thổi bay. Khi đó, Chigurh đang nấp sau cánh cửa sau khi lấy lại số tiền. Sau một hồi đắn đo, Bell quyết định bước vào căn phòng và thấy lỗ thông gió đã bị tháo ra. Vài ngày sau, Bell đến thăm chú của mình là Ellis, một cựu luật sư, rồi nói với ông rằng Bell dự định nghỉ hưu vì cảm thấy "quá sức" trước vụ bạo lực gần đây. Ellis phản bác và cho rằng khu vực này luôn luôn ngập tràn bạo lực.
Nhiều tuần sau, Carla Jean trở về nhà sau khi dự đám tang của mẹ mình, người vừa qua đời do căn bệnh ung thư. Cô thấy Chigurh đang ngồi trong phòng ngủ, tên sát nhân nói rằng y đến đây là vì lời đe dọa của y đối với Moss: giết chết Carla Jean. Cô từ chối lời đề nghị tung đồng xu của Chigurh, đồng thời nói rằng tên sát nhân không thể phó mặc cho sự may rủi, rằng quyền lựa chọn nằm trong tay y. Chigurh sau đó bước ra khỏi căn nhà, kiểm tra đôi ủng của mình nhằm xem nó có bị dính máu hay không. Trong lúc Chigurh lái xe qua khu phố thì một chiếc ô tô đâm trúng y và làm y bị thương. Chigurh bèn hối lộ hai đứa trẻ nhân chứng để chúng im lặng, rồi rời đi.
Một thời gian sau, Bell nghỉ hưu và sống một cuộc sống bình lặng. Vào một lần tâm sự với vợ, ông kể cho bà nghe về hai giấc mơ của mình. Trong giấc mơ đầu tiên, ông đã đánh mất một số tiền mà bố ông đã cho ông. Trong giấc mơ thứ hai, Bell cùng bố ông cưỡi ngựa đi qua một con đèo đầy tuyết; khi đó, bố ông đã đi trước để thắp ngọn lửa chỉ đường và chờ đợi Bell.

## Sản xuất
Nhà sản xuất Scott Rudin mua bản quyền từ tiểu thuyết của McCarthy để anh em nhà Coen chuyển thể, vào thời điểm đó anh em nhà Coen đang chuyển thể tiểu thuyết To the White Sea của James Dickey. Vào tháng 8 năm 2005, anh em nhà Coen đã đồng ý trực tiếp chuyển thể cuốn tiểu thuyết Không chốn dung thân. Joel Coen nói về cách tiếp cận độc đáo cuốn tiểu thuyết khi hai anh em chuyển thể "Cuốn tiểu thuyết này rất quen thuộc, và rất thích hợp với chúng tôi, chúng tôi cố gắng để tiếp cận nó một cách tự nhiên nhất. Có một thực tế mà chúng tôi rất thích, đó là những người xấu thì sẽ không bao giờ gặp được những người tốt, không bao giờ. McCarthy luôn có lối viết rất đặc biệt, không theo một thể thức thông thường nào và người đọc thường không đoán trước được sự việc".

## Âm nhạc
No Country for Old Men gần như không có âm nhạc, và tập trung vào âm thanh – nhân tố tạo sự hồi hộp và sởn gai ốc của phim.